# 크리스티안 빌헬름손
크리스티안 울프 빌헬름손(스웨덴어: Christian Ulf Wilhelmsson, 1979년 12월 8일 ~ )은 스웨덴의 전 축구 선수이다.